# Transperth

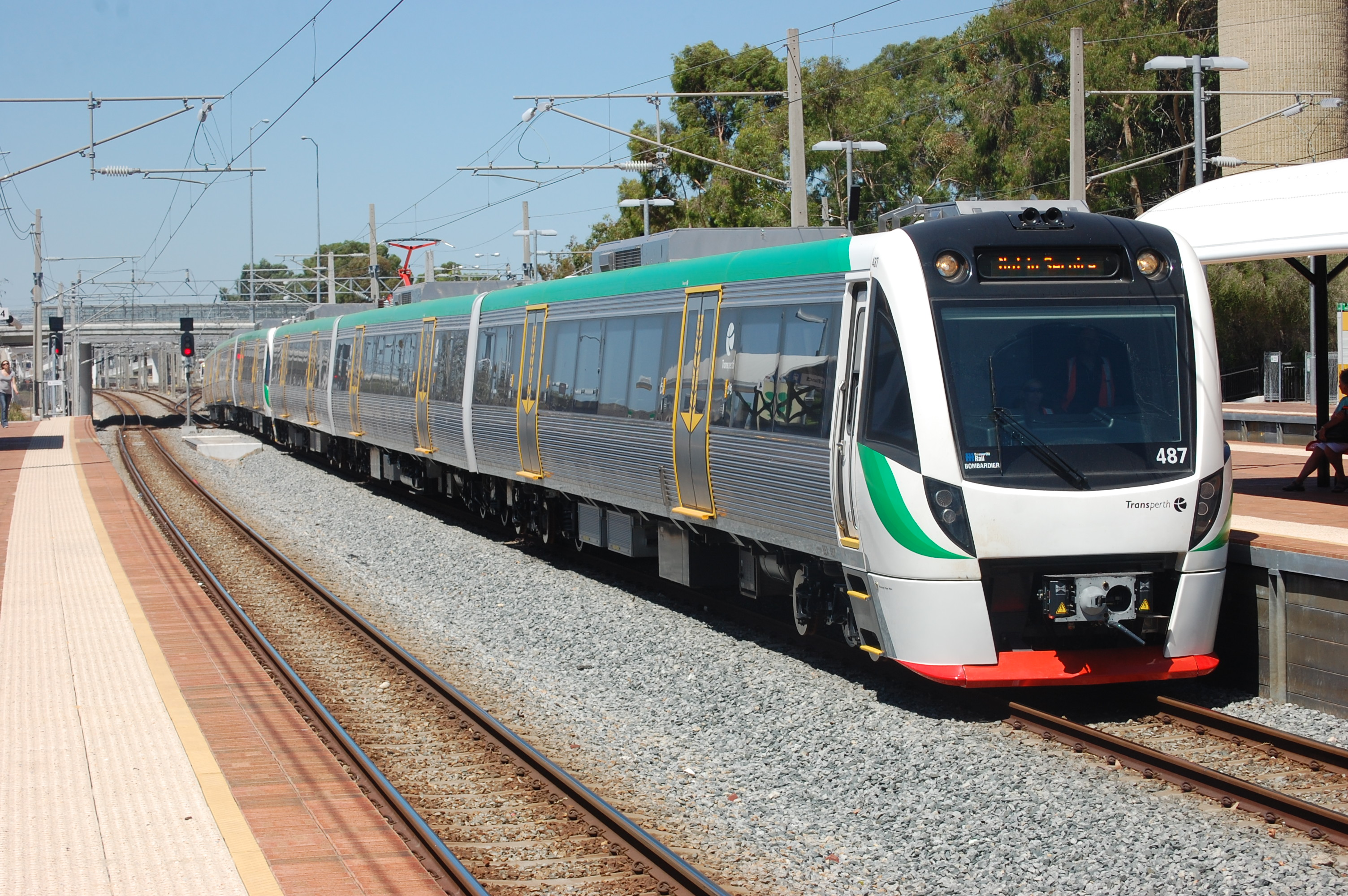
LA nuova serie B di treni in consegna nel 2004

Transperth è il marchio del sistema di trasporto pubblico della città di Perth in Australia occidentale.
È gestito dalla Public Transport Authority (Autorità di Trasporto Pubblico).
Transperth offre servizi con autobus, treni e traghetti che servono l'area metropolitana di Perth.